# Locomotivas

A Locomotivas egy 1977-es brazil televíziós sorozat, amit 1977. március 1. és 1977. szeptember 12. között vetítette a Globo. Ez a telenovela sorjában a 19. "hétórás telenovella" (novela das sete) volt Brazíilában, ami a főműsoridőben vetített sorozatot jelentette. 
A főszerepben a magyar származású Eva Todor volt.

## Történet
Kiki Blanche (Eva Todor) az egykori sztár már a családjának és szépségszalonjának szenteli az életét. Szalonja Rio de Janeiro déli részén található. Vér szerinti lányán, Milenán kívül, felneveli Fernandát (Lucélia Santos), Paulót (João Carlos Barroso), Renatát (Thaís de Andrade) és Reginát (Gisela Rocha). A legelső konfliktus abból keveredik, hogy Fernanda szerelmes Fábióba, akibe Milena is beleszeret. 
Milena és Fábio annak az iskolának a kapujában találkozik, ahova Regina is jár. Épp randizni kezdene Milena és Fábio, de szerelmük kibontakozását Fernanda megakadályoza, hisz ő is szerelmes a férfiba. Emiatt Milena és Fernanda között heves veszekedés lesz. Rövidesen kiderül, hogy Milena valójában Fernanda anyja. Milena így hajlandó lemondani Fábióról a lánya boldogsága miatt. Milena a valós indok elmondása nélkül elutasítja Fábio házassági ajánlatát, amit a férfi nem ért. Fábio nem akar Milenáról lemondani, mindent megtesz érte és Fernandat pedig kerüli. 
Fernanda úgy dönt, hogy felkutatja vér szerinti anyját, amihez Fábio segítségét kéri. Kiki ugyan lebeszéli Fernandát és megkéri hogy a múltnak ezen pontján ne bolygassa, de Fábio javaslatára folytatják. A végén Fernanda számára kiderül, hogy Milena a vér szerinti anyja. Anyja és lánya kibékülnek. Fernanda pedig – látván hogy anyja még mindig szereti Fábiót – lemondott Fábioról és hagyja hogy anyja legyen boldog vele. 
A másik történet szálban Netinho körül zajlanak az események, akinek életét basáskodó anyja, Margarida nehezíti meg. Netinho eleinte Renatába szeret, de közben Patríciával is folytat viszonyt. Ebből egy szerelmi háromszög alakul ki. Margarida nem tudja elviselni, hogy más nőkkel kell osztoznia fia szeretetén és figyelmén, emiatt mind a két lánnyal csúnyán bánik. 
Margarida áskálódásaival és intrikával mindent megtesz, hogy a fia egyik lánnyal se maradjon meg.
Celeste (Ilka Soares) Margarida szomszédja és barátnője, az aki próbál segíteni Netinhónak. Ám időközben beleszeret Celeste, amit Netinho nem vesz észre. Celeste hosszas hallgatás után szerelmet vall Netinhónak. Margarida ellenzése ellenére, járni kezdenek. 

## Szereplők
| Színész(nő)          | Szerep név                           |
| -------------------- | ------------------------------------ |
| Eva Todor            | Maria Josefina Cabral (Kiki Blanche) |
| Walmor Chagas        | Fábio Almeida                        |
| Aracy Balabanian     | Milena Cabral                        |
| Lucélia Santos       | Fernanda Cabral                      |
| Dennis Carvalho      | Netinho                              |
| Elizângela           | Patrícia Mello                       |
| Ilka Soares          | Celeste                              |
| Rogério Fróes        | Sérgio Mello                         |
| Miriam Pires         | Margarida                            |
| João Carlos Barroso  | Paulo Cabral                         |
| Thaís de Andrade     | Renata Cabral                        |
| Tony Correia         | Alberto César Machado (Machadinho)   |
| Maria Cristina Nunes | Graça (Gracinha)                     |
| Terezinha Sodré      | Lourdes (Lurdinha)                   |
| Roberto Pirillo      | Cássio                               |
| Lady Francisco       | Carla Lambrini                       |
| Hélio Souto          | Zé Tião                              |
| Suzy Arruda          | Mirtes Mello                         |
| Isaac Bardavid       | Víctor                               |
| Eloísa Mafalda       | Joana                                |
| Célia Biar           | Sílvia Almeida                       |
| Gilberto Martinho    | Gervásio Lambrini                    |
| Carmem Silva         | Adelaide Cabral                      |
| Oswaldo Louzada      | Francisco (Chico Rico)               |
| Joséphine Hélene     | Zulmira                              |
| Edson Silva          | Marco Aurélio                        |
| Miriam Fischer       | Lia Almeida                          |
| Gisela Rocha         | Regina Cabral                        |

## Érdekességek
- A sorozat főcímében Maria Mônica Saboya modell látható, akit kisminkelnek és bedaureoltatják a haját, majd a végén kisminkelve, kócos hajjal közelít a kamera felé lassítot felvételen és a jobbkezén levő bokszkesztyűvel egy jobbegyenest üt a kamerába.
- A sorozat logójában a Locomotivas felirat egy női test alsó részén fut a V betű pedig a szeméremdombot takarja el. Így a cím egy bikini alsót formál. A logót Hans Donner formatervező találta ki, akinek a Globo mai napig uralkodó kamera arculata is köszönhető.
- Eva Todor és Ilka Soares később együtt szerepeltek a Topmodellben.